# Cá láng nhiệt đới
Cá láng nhiệt đới, tên khoa học Atractosteus tropicus, là một loài cá được tìm thấy ở nước ngọt từ miền nam México đến Costa Rica, báo cáo đạt đến độ dài lên đến 1,25 m trong tự nhiên (mặc dù thường nhỏ hơn nhiều trong điều kiện nuôi nhốt). Cá thể nặng nhất được biết đến khối lượng từ 2,89 kg (6,4 lb). Cá láng nhiệt đới trông rất giống Lepisosteus osseus về màu sắc và các đốm, nhưng có thể được phân biệt bởi mõm ngắn, rộng hơn. Chế độ ăn uống của cá láng nhiệt đới bao gồm chủ yếu là các loài cichlidae và cá.